# Laat het los
"Laat het los" is een nummer van de Nederlandse band Van Dik Hout. Het nummer werd uitgebracht op hun album Vier weken uit 1995. In 1996 werd een liveversie van het nummer uitgebracht als de vierde en laatste single van het album.

## Achtergrond
"Laat het los" is geschreven door zanger Martin Buitenhuis en gitarist Sandro Assorgia en geproduceerd door Sander Janssen. Het is een van de persoonlijke favorieten van Buitenhuis. De videoclip van het nummer werd opgenomen op een strand. In 2019 verscheen een nieuwe versie van het nummer op het album Verspijkerd, een eerbetoon aan Van Dik Hout. Hierop werd het vertolkt door rapper Pjotr en zangeres Birgit Schuurman.
Een liveversie van "Laat het los", opgenomen op het festival Lowlands op 24 augustus 1996, verscheen als hoofdtrack van een ep met zes nummers. Alle nummers werden opgenomen tijdens het festival en Herman Brood speelde als speciale gast mee op de piano. De single behaalde de 21e plaats in zowel de Nederlandse Top 40 als de Mega Top 100.

## Hitnoteringen

### Nederlandse Top 40
| Hitnotering: 09-11-1996 t/m 08-02-1997 | Hitnotering: 09-11-1996 t/m 08-02-1997 | Hitnotering: 09-11-1996 t/m 08-02-1997 | Hitnotering: 09-11-1996 t/m 08-02-1997 | Hitnotering: 09-11-1996 t/m 08-02-1997 | Hitnotering: 09-11-1996 t/m 08-02-1997 | Hitnotering: 09-11-1996 t/m 08-02-1997 | Hitnotering: 09-11-1996 t/m 08-02-1997 | Hitnotering: 09-11-1996 t/m 08-02-1997 | Hitnotering: 09-11-1996 t/m 08-02-1997 | Hitnotering: 09-11-1996 t/m 08-02-1997 | Hitnotering: 09-11-1996 t/m 08-02-1997 | Hitnotering: 09-11-1996 t/m 08-02-1997 | Hitnotering: 09-11-1996 t/m 08-02-1997 | Hitnotering: 09-11-1996 t/m 08-02-1997 |
| Week                                   | 1                                      | 2                                      | 3                                      | 4                                      | 5                                      | 6                                      | 7                                      | 8                                      | 9                                      | 10                                     | 11                                     | 12                                     | 13                                     |                                        |
| -------------------------------------- | -------------------------------------- | -------------------------------------- | -------------------------------------- | -------------------------------------- | -------------------------------------- | -------------------------------------- | -------------------------------------- | -------------------------------------- | -------------------------------------- | -------------------------------------- | -------------------------------------- | -------------------------------------- | -------------------------------------- | -------------------------------------- |
| Positie                                | 37                                     | 35                                     | 29                                     | 26                                     | 30                                     | 24                                     | 21                                     | 24                                     | 24                                     | 28                                     | 31                                     | 35                                     | 39                                     | uit                                    |

### Mega Top 100
| Hitnotering: 16-11-1996 t/m 01-03-1997 | Hitnotering: 16-11-1996 t/m 01-03-1997 | Hitnotering: 16-11-1996 t/m 01-03-1997 | Hitnotering: 16-11-1996 t/m 01-03-1997 | Hitnotering: 16-11-1996 t/m 01-03-1997 | Hitnotering: 16-11-1996 t/m 01-03-1997 | Hitnotering: 16-11-1996 t/m 01-03-1997 | Hitnotering: 16-11-1996 t/m 01-03-1997 | Hitnotering: 16-11-1996 t/m 01-03-1997 | Hitnotering: 16-11-1996 t/m 01-03-1997 | Hitnotering: 16-11-1996 t/m 01-03-1997 | Hitnotering: 16-11-1996 t/m 01-03-1997 | Hitnotering: 16-11-1996 t/m 01-03-1997 | Hitnotering: 16-11-1996 t/m 01-03-1997 | Hitnotering: 16-11-1996 t/m 01-03-1997 | Hitnotering: 16-11-1996 t/m 01-03-1997 | Hitnotering: 16-11-1996 t/m 01-03-1997 | Hitnotering: 16-11-1996 t/m 01-03-1997 |
| Week                                   | 1                                      | 2                                      | 3                                      | 4                                      | 5                                      | 6                                      | 7                                      | 8                                      | 9                                      | 10                                     | 11                                     | 12                                     | 13                                     | 14                                     | 15                                     | 16                                     |                                        |
| -------------------------------------- | -------------------------------------- | -------------------------------------- | -------------------------------------- | -------------------------------------- | -------------------------------------- | -------------------------------------- | -------------------------------------- | -------------------------------------- | -------------------------------------- | -------------------------------------- | -------------------------------------- | -------------------------------------- | -------------------------------------- | -------------------------------------- | -------------------------------------- | -------------------------------------- | -------------------------------------- |
| Positie                                | 45                                     | 29                                     | 24                                     | 21                                     | 21                                     | 21                                     | 32                                     | 30                                     | 30                                     | 34                                     | 31                                     | 35                                     | 46                                     | 54                                     | 62                                     | 77                                     | uit                                    |

### NPO Radio 2 Top 2000
| Nummer met noteringen in de NPO Radio 2 Top 2000 | '09  | '10 | '11  | '12  | '13  | '14  | '15  | '16  |
| ------------------------------------------------ | ---- | --- | ---- | ---- | ---- | ---- | ---- | ---- |
| Laat het los                                     | 1357 | -   | 1453 | 1534 | 1539 | 1492 | 1690 | 1883 |

1. ↑  Een '-' betekent dat het nummer niet was genoteerd en een vetgedrukt getal geeft de hoogste notering aan.
2. ↑  2009 was het eerste jaar met een notering voor dit nummer.
3. ↑  Deze tabel is bijgewerkt tot en met de laatste editie (2024).